# کریستف فیات
کریستوف فیات (به فرانسوی: Christophe Fiat) نویسنده و کارگردان قرن بیستم میلادی اهل فرانسه است.